# Wereldkampioenschap voetbal 2010 groep F
De wedstrijden in Groep F van het Wereldkampioenschap voetbal 2010 zullen worden gespeeld van 14 tot en met 24 juni 2010. De groep bestaat uit Italië, Paraguay, Nieuw-Zeeland en Slowakije.
In de FIFA-wereldranglijst van voor het WK 2010 stond Italië op de 5e plaats, Paraguay op de 31e plaats, Slowakije op de 34e plaats en Nieuw-Zeeland op de 78e plaats.
De winnaar van groep F, Paraguay, speelt tegen de nummer 2 van Groep E, Japan. De nummer 2 van groep F, Slowakije, speelt tegen de winnaar van groep E, Nederland.

## Eindstand
| Land          | Win | Gel | Ver | DV | DT | +/- | Pnt |
| ------------- | --- | --- | --- | -- | -- | --- | --- |
| Paraguay      | 1   | 2   | 0   | 3  | 1  | 2   | 5   |
| Slowakije     | 1   | 1   | 1   | 4  | 5  | -1  | 4   |
| Nieuw-Zeeland | 0   | 3   | 0   | 2  | 2  | 0   | 3   |
| Italië        | 0   | 2   | 1   | 4  | 5  | -1  | 2   |

|                    |              |                  |             |                                                                                  |
| 14 juni 2010 20:30 | Italië       | 1 – 1            | Paraguay    | Groenpuntstadion, Kaapstad Toeschouwers: 62.869 Scheidsrechter: Benito Archundia |
| 14 juni 2010 20:30 | De Rossi 63' | Wedstrijdverslag | 39' Alcaraz | Groenpuntstadion, Kaapstad Toeschouwers: 62.869 Scheidsrechter: Benito Archundia |

|                    |               |                  |            |                                                                                      |
| 15 juni 2010 13:30 | Nieuw-Zeeland | 1 – 1            | Slowakije  | Royal Bafokeng Stadion, Rustenburg Toeschouwers: 23.871 Scheidsrechter: Jerome Damon |
| 15 juni 2010 13:30 | Reid 90+3'    | Wedstrijdverslag | 50' Vittek | Royal Bafokeng Stadion, Rustenburg Toeschouwers: 23.871 Scheidsrechter: Jerome Damon |

|                    |           |                  |                      |                                                                                 |
| 20 juni 2010 13:30 | Slowakije | 0 – 2            | Paraguay             | Vrystaatstadion, Bloemfontein Toeschouwers: 26.643 Scheidsrechter: Eddy Maillet |
| 20 juni 2010 13:30 |           | Wedstrijdverslag | 27' Vera 86' Riveros | Vrystaatstadion, Bloemfontein Toeschouwers: 26.643 Scheidsrechter: Eddy Maillet |

|                    |                     |                  |               |                                                                                |
| 20 juni 2010 16:00 | Italië              | 1 – 1            | Nieuw-Zeeland | Mbombela Stadion, Nelspruit Toeschouwers: 38.229 Scheidsrechter: Carlos Batres |
| 20 juni 2010 16:00 | Iaquinta 29' (pen.) | Wedstrijdverslag | 7' Smeltz     | Mbombela Stadion, Nelspruit Toeschouwers: 38.229 Scheidsrechter: Carlos Batres |

|                    |                             |                  |                                  |                                                                          |
| 24 juni 2010 16:00 | Slowakije                   | 3 – 2            | Italië                           | Ellispark, Johannesburg Toeschouwers: 53.412 Scheidsrechter: Howard Webb |
| 24 juni 2010 16:00 | Vittek 25', 73' Kopúnek 89' | Wedstrijdverslag | 81' Di Natale 90+2' Quagliarella | Ellispark, Johannesburg Toeschouwers: 53.412 Scheidsrechter: Howard Webb |

|                    |                  |       |               |                                                                                       |
| 24 juni 2010 16:00 | Paraguay         | 0 – 0 | Nieuw-Zeeland | Peter Mokaba Stadion, Polokwane Toeschouwers: 34.850 Scheidsrechter: Yuichi Nishimura |
| 24 juni 2010 16:00 | Wedstrijdverslag |       |               | Peter Mokaba Stadion, Polokwane Toeschouwers: 34.850 Scheidsrechter: Yuichi Nishimura |